# Bernhard Siefert
Bernhard Siefert (* 25. April 1944; † 15. Januar 2017 in Gütersloh) war ein deutscher Fußballspieler.

## Werdegang
Der Mittelfeldspieler Bernhard Siefert begann seine Karriere bei der DJK Gütersloh, mit der er im Jahre 1969 in die Regionalliga West aufstieg. Vier Jahre lang spielte Siefert für die Gütersloher, in denen er 104 Regionalligaspiele absolvierte und dabei 24 Tore erzielte. Anschließend wechselte er zum Bezirksligisten Westfalia Wiedenbrück, wo er seine Karriere als Spielertrainer ausklingen ließ.
Am 21. Mai und 11. August 1970 hat der Mittelfeldspieler zwei Länderspiele in der Amateurnationalmannschaft des DFB bestritten.